# 旗対嶺
旗対嶺（キッテリョン、キテリョン）は、朝鮮民主主義人民共和国江原道安辺郡にある地名。同郡の東南部、通川郡との境界をなす山岳部に旗対峰（キッテボン/기대봉、1056m）という山があり、その傍らにある標高702mの鞍部が、もともと旗対嶺と呼ばれる地点である。
キッテ（깃대）は朝鮮語の固有語で「旗竿」を意味し、地名もこれに由来するとも考えられている（北朝鮮では "깃대" を "기대" と表記するが、発音は韓国と同じ）。このため、表記をキッテリョンとするもの、キテリョンとするものが混在している。ミサイル発射に関する大韓民国での報道ではキッテリョン（깃대령）がもっぱら用いられている。

## ミサイルの発射
一般に「旗対嶺」は、この安辺・通川両郡の境をなす山岳部付近一帯にあるミサイル発射基地群を指す用法で知られている。旗対嶺のミサイル基地は、2006年7月に行われた北朝鮮のミサイル発射実験でノドンミサイルが打ち上げられた場所と推測されている。
2017年8月26日にも、日本海に向けて3発の短距離弾道ミサイル発射が行われたが、動向を監視していたアメリカ太平洋軍は3発とも失敗に終わったと発表している。